# Punctisphena
Punctisphena is een geslacht van rechtvleugeligen uit de familie Pyrgomorphidae. De wetenschappelijke naam van dit geslacht is voor het eerst geldig gepubliceerd in 1961 door Kevan.

## Soorten
Het geslacht Punctisphena  is monotypisch en omvat slechts de volgende soort:
- Punctisphena pustulata (Kevan, 1961)